# Ханс V фон Хайдек
Ханс (Йохан V) фон Хайдек (на немски: Hans von Heideck; Johann (Hans) V zu Heydeck; * 1500; † 20 януари 1554, Айленбург) от швабския благороднически род Хайдек, е фрайхер, господар на Хайдек в Бавария, генерал на Вюртемберг и Курфюрство Саксония.

## Произход
Той е син на фрайхер Йохан VI фон Хайдек († 1506) и втората му съпруга Отилия Шенк фон Лимпург-Гайлдорф († сл. 1526), дъщеря на Албрехт II Шенк фон Лимпург-Гайлдорф (1440 – 1506) и Елизабет фон Йотинген (1449 – 1509), дъщеря на граф Вилхелм I фон Йотинген († 1467) и Беатриче дела Скала († 1466). Брат е на Георг фон Хайдек († 1551), господар на Маденбург и Нойщат, Фридрих III († 1536), Волфганг († 1564) и Бонифациус († сл. 1540). Полубрат е на Конрад III фон Хайдек († сл. 1511).
Ханс (Йохан V) фон Хайдек умира на 20 януари 1554 г. на 54 години в Айленбург на река Мулде, и е погребан там.

## Фамилия
Ханс (Йохан V) фон Хайдек се жени на 2 октомври 1541 г. в Офенбург за графиня Елизабет фон Раполтщайн (* 15 юни 1523; † пр. 14 януари 1577/сл. 1588), дъщеря на Улрих фон Раполтщайн († 1531) и Анна Александрия фон Фюрстенберг († 1581). Те имат седем деца:
- Вилхелм фон Хайдек (* 26 февруари 1544; † 21 ноември 1588), фрайхер на Хайдек, женен I. за Магдалена фон Болвайлер († 1575), II. на 6 октомври 1579 г. в Шлойзинген за Магдалена фон Глайхен-Бланкенхайн († 3 ноември 1599)
- Ханс Георг фон Хайдек (* 29 април 1545, Нюрнберг; † 4 август 1564, Нюрнберг)
- Отилия фон Хайдек (* 29 септември 1547; † 6 февруари 1551, Базел)
- Йохан Фридрих фон Хайдек (* 3 октомври 1548; † ?)
- Йохан фон Хайдек (* 14 февруари 1552; † сл. 1555)
- Мария фон Хайдек (* 3 юли 1553; † 26 септември 1626), омъжена 1575 г. за фрайхер/граф Хиронимус фон Мьоршперг-Бефорт († 12 април 1614), син на фрайхер Йохан Якоб фон Мьоршперг-Бефорт (1520 – 1588) и Регина Фугер (1519 – 1550)
- Ханс Буркхард фон Хайдек († сл. 24 юни 1596)